# Кринит Аротрас
Кринит Аростас (грчки: Κρινίτης или Κρηνίτης Ἀροτρᾶς) је био византијски војсковођа и стратег Пелопонеза и Хеладе из 10. века.

## Биографија
Аростас је припадао породици Кринита која је била јерменског порекла. У изворима се помиње на више места. Најпре је 923. године одређен да допрати Торника, нећака и наследника Григорија Таронског, у Цариград. Нешто касније одлази у Тарон да преузме земље које је преминули Торник завештао византијском цару Роману Лакапину. Кринит Аротрас се идентификовао са Кринитом, стратегом теме Пелопонез, али је Кринит само презиме па стога ни ова претпоставка није сигурна. У житију светог Луке Новог говори се о Криниту, стратегу теме Хелада кога је свети Лука посетио у Теби након чега је Кринит премештен на Пелопонез. Објављен је и печат Кринита, царског протоспатора и стратега Пелопонеза. У последња два случајева сигурно је да се ради о Криниту Аротрасу.

### Словенски устанак на Пелопонезу
Кринит је остао упамћен по гушењу словенског устанка на Пелопонезу 922/3. године. Податке о устанку оставио је цар Константин Порфирогенит, Лакапинов наследник, у свом делу "Спис о народима" (De Administrando Imperio). Словени пелопонеске теме подигли су устанак у време владавине цара Теофила и његовог савладара (касније и наследника) Михаила. Протоспатар Теокист Вријеније, тадашњи стратег Пелопонеза, успео је да угуши устанак одредивши данак од 60 номизми Милинзима, а 300 номизми Језеритима. Словенска племена поново су се одметнула 922. године током царевања Романа Лакапина и стратеговања Јована Протевона. Одбили су да прихвате византијске архонте и да служе у византијској војсци. Нови стратег Пелопонеза од 922. године је Кринит Аростас коме је наређено да угуши устанак. Отпочео је рат марта песеца попаливши сву словенску земљу. Устанак је трајао до новембра када су Словени затражили преговоре. Убрзо је закључен мир. Аростас је повећао данак Милинга за 540 номизми, а Језеритима за 300 номизми те су оба племена сада плаћала по 600 номизми. Новац је одлазио у државну касу. 
Немачки византолог Карл Хопф сматра да се Аростас нлазио на функцији стратега Пелопонеза до 939. године када је поново именован за стратега Хеладе. На Пелопонезу га је наследио Варда Платипод који се не помиње ни у једном извору сем у "Спису о народима". 